# Schaerbeek
Schaerbeek (niderl. Schaarbeek) – miasto i gmina (commune / gemeente) w Belgii, jedna z 19 w dwujęzycznym Regionie Stołecznym Brukseli, w Okręgu Stołecznym Brukseli. 1 stycznia 2023 liczyła 130 775 mieszkańców. Pod względem liczby mieszkańców jest największą gminą regionu, powierzchnia jej wynosi 7,90 km². Charakteryzuje się dużą populacją imigrantów, zwłaszcza z Turcji i z Maroka, w mniejszym stopniu z Polski.
Gmina Schaerbeek położona jest na północ od centrum Brukseli. Główne punkty gminy to ratusz, historyczny budynek dworca, centra kulturalne Autrique i Halles de Schaerbeek (Hallen van Schaarbeek), Park Josaphat i kościół Królowej św. Marii (Royale Sainte-Marie / Koninklijke Sint-Maria).
W gminie znajdują się stacje kolejowe Bruxelles-Nord i Schaarbeek.

## Współpraca
Miejscowości partnerskie:
- Al-Husajma, Maroko
- Aldeneik, Region Flamandzki
- Anyang, Chiny
- Beyoğlu, Turcja
- Houffalize, Luksemburg
- Kinrooi, Limburgia
- Nablus, Palestyna
- Prairie Village, Stany Zjednoczone
- Prisztina, Kosowo
- Quebec, Kanada
- Vicovu de Sus, Rumunia

## Galeria

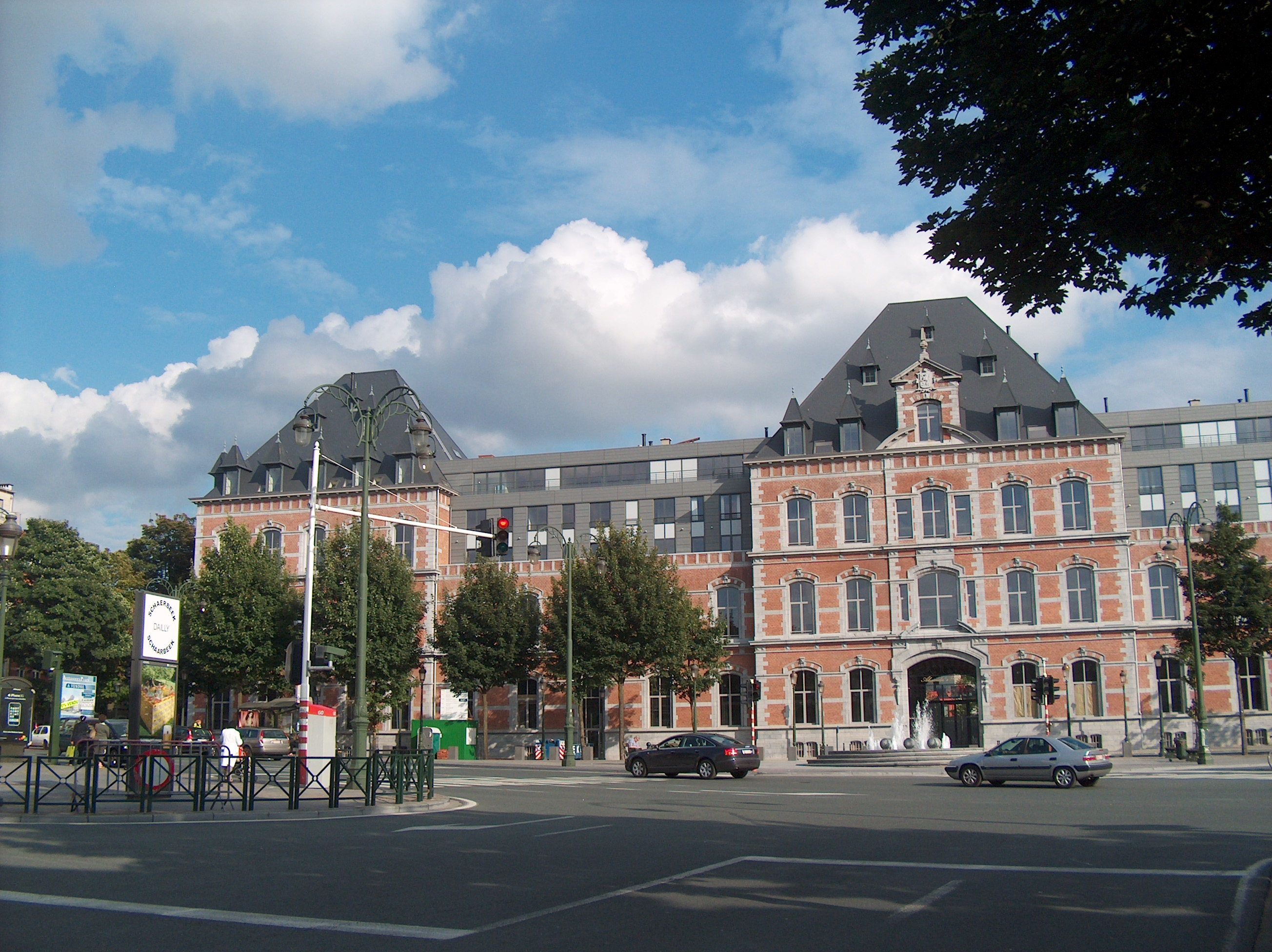
Plac Dailly
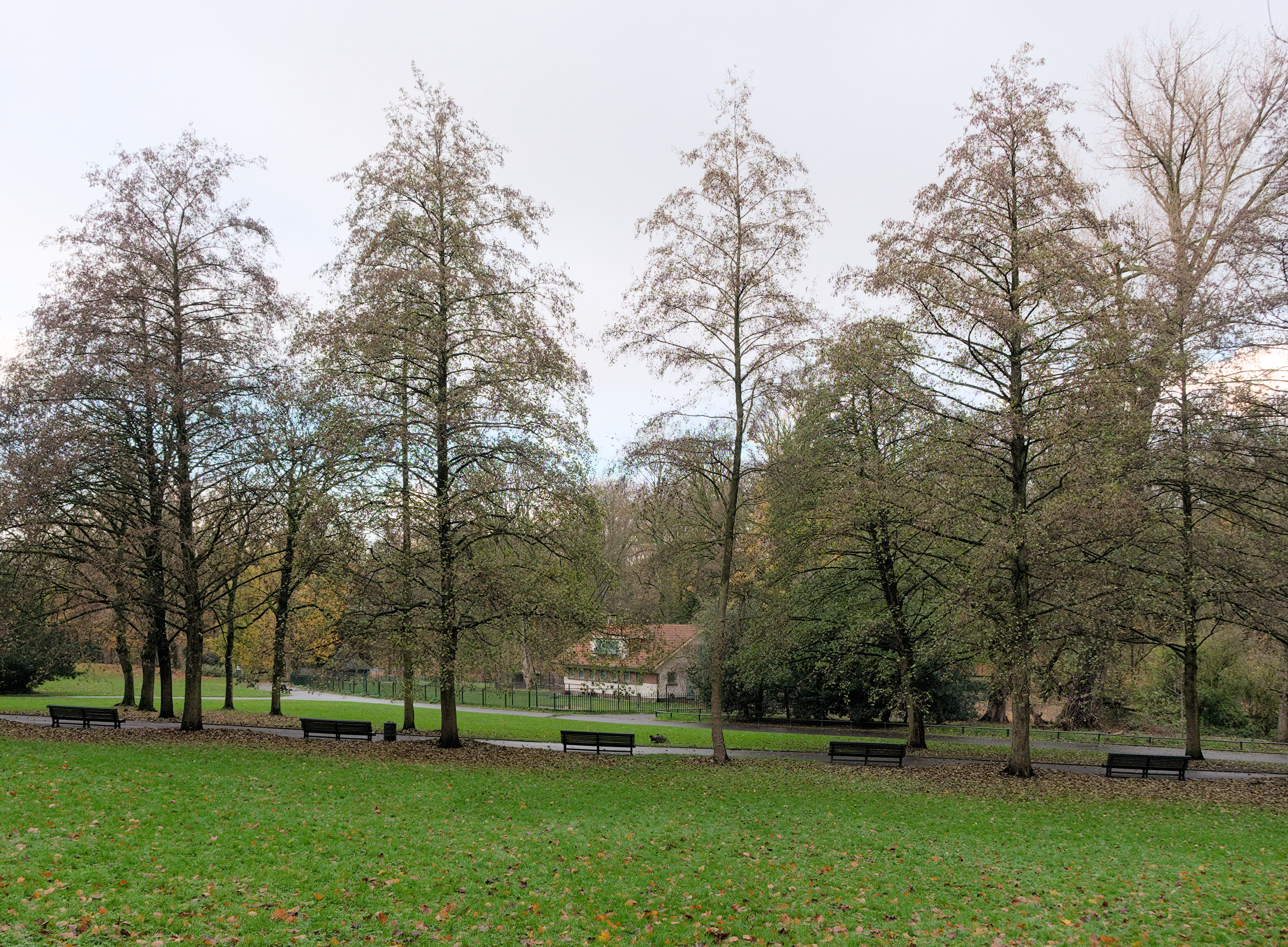
Park Josaphat
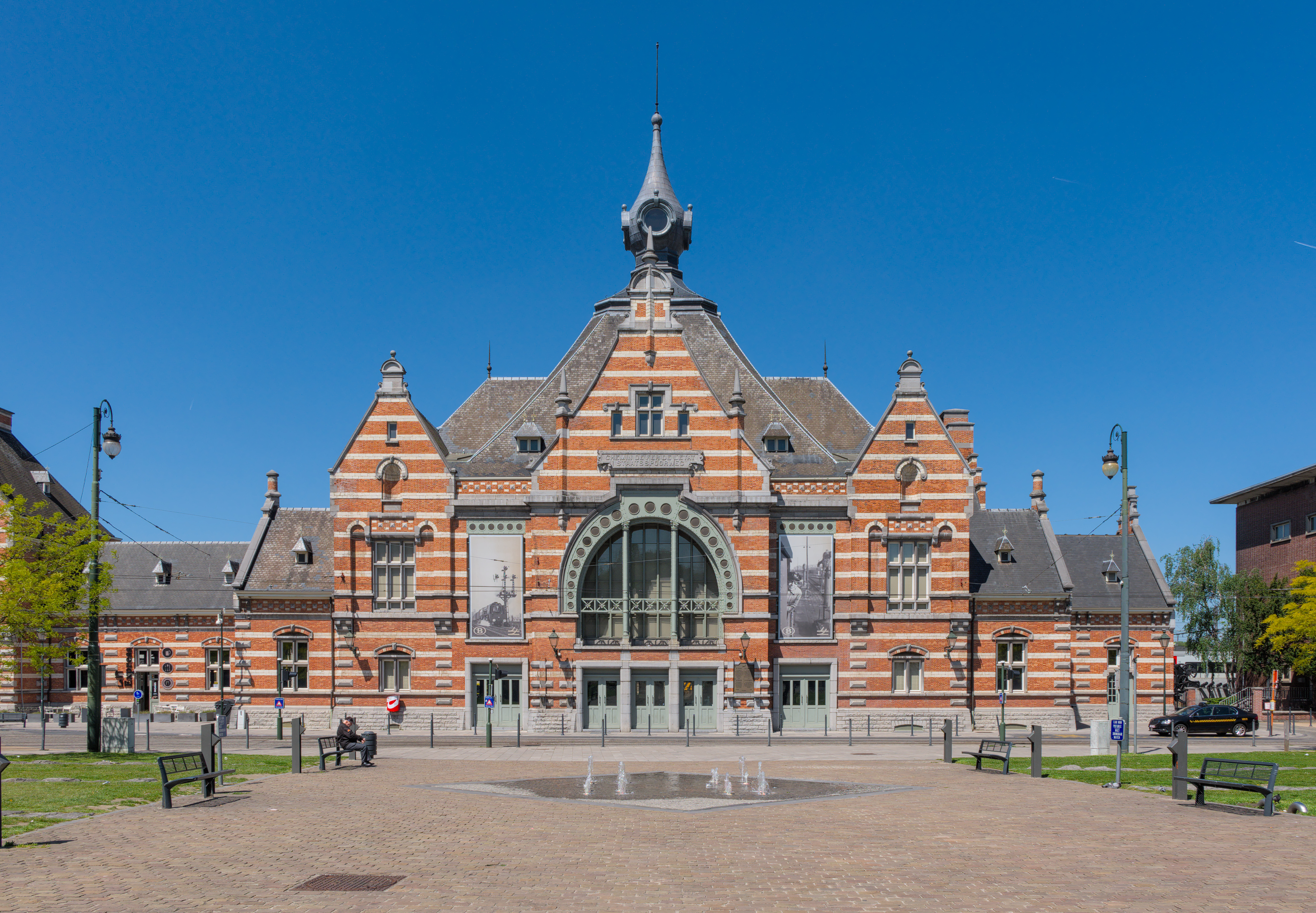
Stacja kolejowa
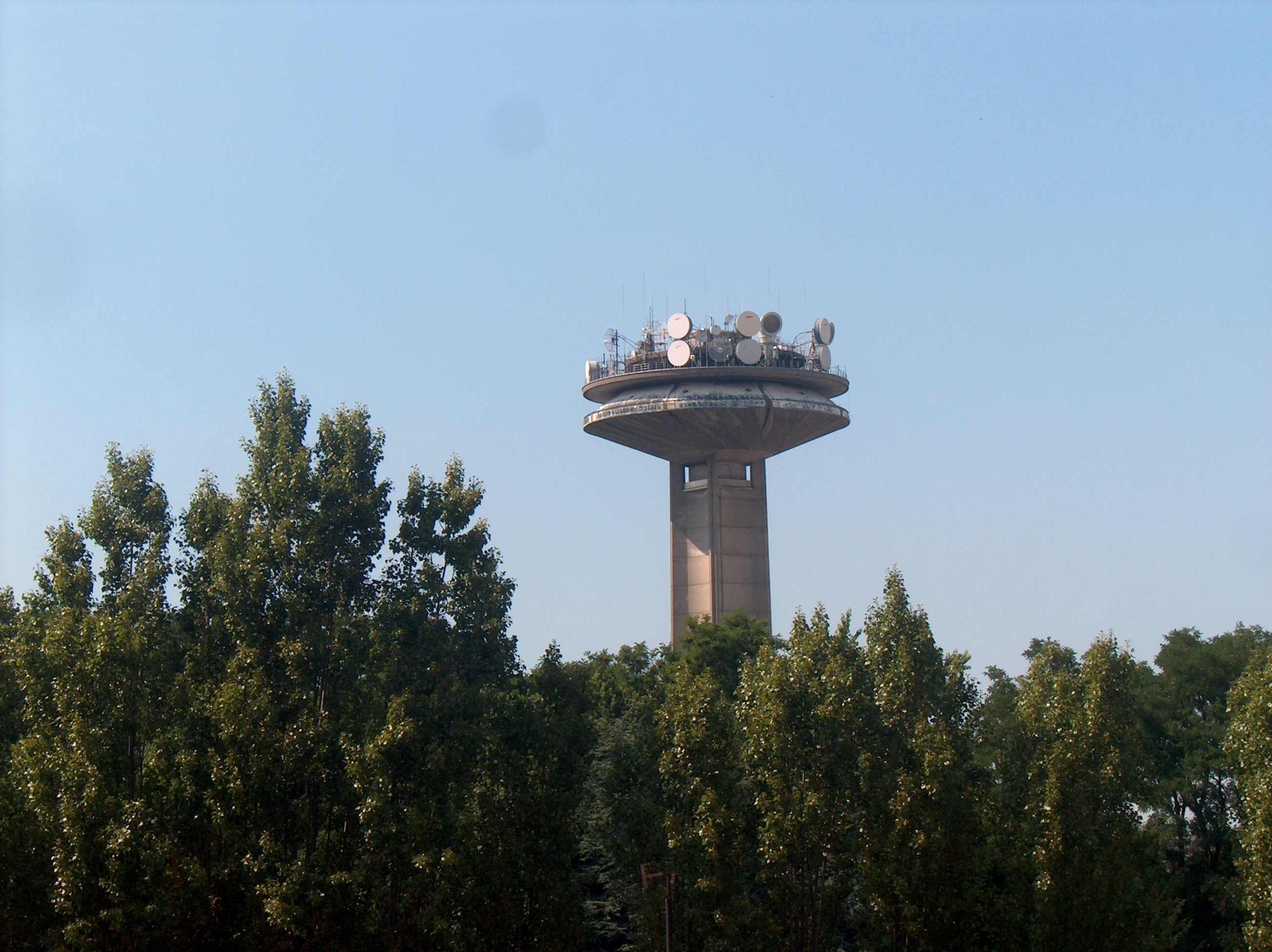
RTBF